# Lievosensaari
Lievosensaari är en ö i Finland. Den ligger i sjön Iso Polvijärvi och i kommunen Libelits i den ekonomiska regionen  Joensuu ekonomiska region  och landskapet Norra Karelen, i den sydöstra delen av landet, 400 km nordost om huvudstaden Helsingfors. Öns area är 1,3 hektar och dess största längd är 320 meter i sydöst-nordvästlig riktning.